# André Looij
André Looij (Wilnis, De Ronde Venen, província d'Utrecht, 25 de maig de 1995) és un ciclista neerlandès, professional des del 2014 i actualment a l'equip Roompot-Nederlandse Loterij.

## Palmarès
- 2013
  - 1r al Gran Premi André Noyelle
  - Vencedor d'una etapa a la Sint-Martinusprijs Kontich
- 2014
  - Vencedor d'una etapa al Triptyque des Monts et Châteaux
  - Vencedor d'una etapa al Tour de Bretanya
  - Vencedor d'una etapa al Kreiz Breizh Elites
  - Vencedor d'una etapa a la Volta a la província de València
- 2018
  - 1r a la Himmerland Rundt
  - 1r al Gran Premi Jean-Pierre Monseré